# Triple barra
La triple barra o tribar, ≡, és un símbol amb múltiples significats que depenen del context que indiquen l'equivalència de dues coses diferents. Els seus usos principals són en matemàtiques i lògica. Té l'aparença d'un signe d'igualtat ⟨=⟩ amb una tercera línia.

## Codificació
El caràcter de triple barra en Unicode és el punt de codi U+2261 ≡ idèntic a (&Congruent;, &equiv;). El punt de codi estretament relacionat U+2262 ≢ no idèntic a (&nequiv;, &NotCongruent;) és el mateix símbol amb una barra, que indica la negació del seu significat matemàtici
A les fórmules matemàtiques de LaTeX, el codi \equiv produeix el símbol de barra triple i \not\equiv produeix el símbol de barra triple negat {\displaystyle \not \equiv } com a sortida.

## Matemàtiques i filosofia
En lògica, s'utilitza amb dos significats diferents però relacionats. Pot referir-se al si i només si connectiu, també anomenat equivalència material. Aquesta és una operació binària el valor de la qual és cert quan els seus dos arguments tenen el mateix valor entre ells. Alternativament, en alguns textos s'utilitza ⇔ amb aquest significat, mentre que ≡ s'utilitza per a la noció metalògica de nivell superior d'equivalència lògica, segons la qual dues fórmules són lògicament equivalents quan tots els models els donen el mateix valor. Gottlob Frege va utilitzar una barra triple per a una noció d'identitat més filosòfica, en la qual dos enunciats (no necessàriament en matemàtiques o lògica formal) són idèntics si es poden substituir lliurement entre si sense canvi de significat.
En matemàtiques, la barra triple s'utilitza de vegades com a símbol d'identitat o una relació d'equivalència (encara que no és l'única; altres opcions habituals inclouen ~ i ≈). En particular, en geometria, es pot utilitzar per demostrar que dues figures són congruents o que són idèntiques. En teoria dels nombres, s'ha utilitzat començant per Carl Friedrich Gauss (que el va utilitzar per primera vegada amb aquest significat el 1801) per significar congruència modular : {\displaystyle a\equiv b{\pmod {N}}} si N divideix a − b.
En la teoria de categories, es poden utilitzar barres triples per connectar objectes en un diagrama commutatiu, indicant que en realitat són el mateix objecte en lloc d'estar connectats per una fletxa de la categoria.
Aquest símbol també s'utilitza de vegades en lloc d'un signe d'igualtat per a les equacions que defineixen el símbol del costat esquerre de l'equació, per contrastar-les amb equacions en què ja estaven definits els termes dels dos costats de l'equació. Una notació alternativa per a aquest ús és escriure les lletres "def" per sobre d'un signe d'igualtat normal, {\displaystyle a\mathrel {\stackrel {\scriptscriptstyle \mathrm {def} }{=}} b}. De la mateixa manera, una altra notació alternativa per a aquest ús és precedir el signe igual amb dos punts, {\displaystyle a:=b}. La notació de dos punts té l'avantatge que reflecteix l'asimetria inherent a la definició d'un objecte a partir d'objectes ja definits.

## Ciència
En la nomenclatura botànica, la barra triple denota sinònims homotípics (els basats en el mateix exemplar tipus ), per distingir-los dels sinònims heterotípics (els basats en exemplars de tipus diferent), que estan marcats amb un signe d'igualtat.
En química, la barra triple es pot utilitzar per representar un enllaç triple entre àtoms. Per exemple, HC≡CH és una abreviatura comuna per a acetilè (nom sistemàtic: eti).

## Icona d'hamburguesa

Triple barra

En el disseny d'aplicacions genèriques de mòbils o web , de vegades s'utilitza un símbol similar com a element d'interfície, on s'anomena icona d'hamburguesa. L'element normalment indica que es pot accedir a un menú de navegació quan l'element està activat; les barres del símbol es poden veure com a elements de menú estilitzats, i algunes variacions d'aquests símbols afegeixen més barres, o vinyetes a cada barra, per millorar aquesta similitud visual.
L'ús d'aquest símbol es remunta a les primeres interfícies d'ordinador desenvolupades a Xerox PARC a la dècada de 1980. També és similar a la icona que s'utilitza sovint per indicar l'alineació del text justificada. És un component que s'utilitza sovint de les directrius de disseny de materials de Google i moltes aplicacions d'Android i aplicacions web que segueixen aquestes directrius fan ús del dotó d'hamburguesa.